# Rhodostrophia pelloniaria
Rhodostrophia pelloniaria là một loài bướm đêm trong họ Geometridae.